# First of the Gang to Die
«First of the Gang to Die» —en español: «Primero de la pandilla en morir»— es una canción del cantante británico Morrissey.
Segundo sencillo del álbum You Are the Quarry, el álbum fue lanzado el 12 de julio de 2004 por Sanctuary/Attack Records y alcanzó el puesto número seis en la lista de sencillos del Reino Unido, y el número 12 en los EE. UU. Billboard 100.
En octubre de 2011, NME lo colocó en el número 147 en su lista "150 Mejores Canciones de los últimos 15 años".
En Chile, Rock & Pop lo colocó en el número 135 en su lista "Rock & Pop 20 Años 200 Canciones".

## Lista de canciones

### Vinilo de 7" y CD (Reino Unido)
1. «First of the Gang to Die»
2. «My Life Is a Succession of People Saying Goodbye»

### DVD
1. «First of the Gang to Die» (live Manchester 22 de mayo de 2004) (video)
2. «First of the Gang to Die» (audio)
3. «Teenage Dad on His Estate» (audio)
4. «Mexico» (audio)

### CD (Estados Unidos) y vinilo de 12" (Reino Unido)
1. «First of the Gang to Die»
2. «My Life Is a Succession of People Saying Goodbye»
3. «Teenage Dad on His Estate»
4. «Mexico»

## En vivo
La canción fue interpretada en directo por Morrissey de sus visitas en 2002, 2004, 2006, 2007, 2008, 2009 y 2011. También aparece en el DVD en vivo, Who Put the M in Manchester?. En diciembre de 2011 es el más frecuentemente escuchado la canción de Morrissey.

## Músicos
- Morrissey: voz
- Alain Whyte: guitarra
- Boz Boorer: guitarra
- Gary Day: bajo
- Deano Butterworth: tambores
- Roger Manning: teclados